# Lianne Nelson
Pour les articles homonymes, voir Nelson.
Lianne Nelson (née le 15 juin 1972 à Houston) est une rameuse américaine.

## Biographie

### Palmarès

#### Aviron aux Jeux olympiques
- 2004 à Athènes,  Grèce
  -  Médaille d'argent en huit[1]

#### Championnats du monde d'aviron
- 1995 à Tampere,  Finlande
  -  Médaille d'or
- 1998 à Cologne,  Allemagne
  -  Médaille d'argent